# Brooklyn Lee
Brooklyn Lee, född 1 juni 1989 i Ohio, är en amerikansk pornografisk skådespelerska. 
Hennes mor har rötterna i Sverige och i USA:s ursprungsbefolkning, och hennes far är från Puerto Rico. Lee började strippa på en strippklubb i Boston vid 18 års ålder. Hon flyttade till Los Angeles för att börja jobba i vuxenvideobranschen. Hon skrev kontrakt med LA Direct Models. Hon medverkade i en remake för porrfilmsklassikern från 1972 Behind the Green Door. Lee har också medverkat i sångerskan Pinks musikvideo för låten "Raise Your Glass". 